# Szita Károly
Szita Károly (Kaposvár, 1956. október 27. –) magyar politikus, Kaposvár történetének leghosszabb ideig hivatalban levő polgármestere, a Megyei Jogú Városok Szövetségének elnöke. 2023-ban a leghosszabb ideig hivatalban levő megyeszékhelyi és megyei jogú városi polgármester.

## Életrajza
1956. október 27-én született, néhány nappal a forradalom kitörése után.

## Politikai pályafutása
1990-től négy éven át Kaposvár alpolgármestere (a város rendszerváltás utáni első polgármestere, Szabados Péter helyettese) volt, majd 1994-től a Fidesz-KDNP támogatásával, a szavazatok több mint 66%-ának elnyerésével a megyeszékhely polgármestere lett. Hivatalába 1998-ban, majd 2002-ben 73,24%-os, 2006-ban 66,26%-os, 2010-ben 77,12%-os, 2014-ben pedig 65,57%-os eredménnyel újraválasztották. Ez utóbbi ugyan gyengébb, mint a korábbi évek eredménye, de még így is az ország 23 megyei jogú városának polgármestere közül ő kapta a legnagyobb arányban a szavazatokat. 2019-ben 56,43%-os eredménnyel hetedszer is polgármesterré választották.
1998-tól 2002-ig országgyűlési képviselő. 2002-ben listáról jutott a parlamentbe, de az év végén lemondott mandátumáról. Korábban a Megyei Jogú Városok Szövetségének ügyvezető alelnöke, később társelnöke volt, 2014-től elnöke.

## Eredmények polgármestersége idején
Szita Károly 1994-től vezeti Kaposvárt. Ez alatt az idő alatt számos nagy változás történt a városban.
A Berzsenyi Dániel utca nyugati oldalán elterülő Szokola-berek rendbetételével egyrészt kialakították a Városligetet, másrészt több hipermarket és nagy áruház (Tesco, OBI, Kaposvár Plaza) nyílt meg a területen. Több másik áruházlánc is épített üzletet Kaposváron, és felújították a nagypiacot is. A Kossuth teret 2003-ban elzárták a forgalom elől és dísztérré alakították, és itt is, ahogy városszerte több helyen, szökőkutakat létesítettek. Később a Teleki, az Ady Endre és a Noszlopy Gáspár utca is sétálóutcává alakult, utóbbi korlátozott gépjárműforgalommal. A külső városrészek lakótelepei közül többet úgynevezett „mintalakóteleppé” alakítottak, valamint számos panelház új hőszigetelést kapott. Új lakóterületek létesültek a Kecelhegyen, Tüskevár nyugati felében és a kisgáti városrészben. Átalakították az Európa parkot és a Nagy Imre teret, a kórházat tömbösítették és felújították, a felszabadult déli tömb helyén pedig „okosparkot” alakítottak ki. A Németh István fasorban díszsétányt alakítottak ki. Elindult az éveken át tartó, Bereczk Sándor egykori városi főmérnökről elnevezett út- és járdafelújítási program.
A külső városrészekben ipari parkok létesültek, új gyárak épültek, a régiek átalakultak. A várostól keletre új szennyvíztisztító épült. A vasútállomás és a buszpályaudvarok átalakításával, új gyalogos és kerékpáros felüljáró építésével kialakult a Kaposvári Közlekedési Központ. A Kapos folyón, a nyugati városrészben árvíztározó létesült. Elindult a házhoz menő hulladékgyűjtés (a „kék kukák”) rendszere. A távhőrendszerbe több új közintézményt vontak be, napelemparkok épültek, a helyi járatú buszokat gázüzeműre cserélték. A felhasznált gáz egy része a cukorgyárból érkező biogáz. Elindult a város első kerékpármegosztó rendszere, a Kaposvári Tekergő.
2000-ben jött létre több intézmény összevonásával a Kaposvári Egyetem, kezdetben kettő, később már négy karral. A Kisgáton új középiskolai kollégium létesült, a Táncsics Gimnzáiumot, valamint több általános iskolát és óvodát felújítottak.
Bővítették a Rákóczi Stadiont, felújításra került a sportcsarnok és felépült a Kaposvár Aréna. A Donner északi részén bővült a fürdő és egy új versenyuszoda is megnyílt. A Cserben új orvosi rendelő épült.
Új, országos jelentőségű rendezvények indultak útjukra Kaposváron, többek között a Kaposvári Nemzetközi Kamarazenei Fesztivál, a Rippl-Rónai Fesztivál, a Kaposvári Mézfesztivál és a Miénk a város. Az egykori Szivárvány mozi épületét Szivárvány Kultúrpalota néven felújították és kibővítették, és új épületet kapott az Együd Árpád Kulturális Központ is. Állami támogatással felújították és kibővítették a Csiky Gergely Színház épületét. A Rippl-Rónai-villát felújították, kertjében több tízezer nárciszt ültettek el. A Deseda tó körül kerékpárút épült, látogathatóvá vált a desedai arborétum, a tóparton megnyílt a Fekete István Látogatóközpont, kilátó, hidak és játszóterek épültek. A városban több „központi” (nagyobb) játszóteret is kialakítottak.

## Kritikák, vitás ügyek
Az Állambiztonsági Szolgálatok Történeti Levéltára által kiadott iratokra hivatkozva 2005-ben jelent meg a sajtóban a hír, hogy Szita Károly 1980 és 1989 között, „Krakus Péter” fedőnév alatt, a Somogy megyei III/II. (kémelhárító) osztálynak dolgozott. Szita Károly tagadta a vádakat, és azt nyilatkozta, hogy a megjelent iratok hamisak, és visszaéltek a személyes adataival. Ungváry Krisztián történész vizsgálta a dossziéban szereplő nem nyilvános jelentéseket is, amelyről a Népszabadságban publikált. A történész szerint az ügynök feladata volt a laktanyák körzetében tartózkodó külföldiek megfigyelése és hazai kapcsolatainak felderítése. Ungváry úgy találta, hogy ezen kívül jelentett például az egyik disszidálni szándékozó barátjáról is, és a lengyelországi ellenállás közmegítéléséről is informálta tartótisztjeit. Ungváry szerint jelentéseivel Szita feltehetően nem okozott kárt senkinek. Szita Károly ügyvédje a megjelent cikkre reagálva újból leszögezte, hogy a bizonyítékként szolgáló iratok hamisak, és már korábban megtették a szükséges jogi lépéseket, és hivatali hatalommal való visszaélés illetve államtitoksértés miatt feljelentéssel éltek a Legfőbb Ügyészségen. Rágalmazásért, becsületsértésért, jó hírnév megsértéséért viszont nem, így a levéltár által nyilvánosságra hozott dokumentumok valódiságát az Ügyészség nem vizsgálta, és a nyomozást végül vádemelés nélkül lezárták.
A helyi ellenzék gyakran szóvá teszi, hogy a város nagyobb beruházásait sokszor nem a helyi cégek kivitelezik, hanem sok esetben, több tízmilliárd forint értékben a Zala megyei ZÁÉV.
Szita Károly 2016-ban jelentette be, hogy Kaposvár mellett építi fel gumihulladék-újrahasznosító üzemét a Homatech Zrt. Az ellenzék ellenkampányba kezdett, rendszeresen környezetszennyező „gumiégetőnek” nevezve az üzemet (bár a tervezett vegyipari folyamat valójában pirolízis, nem égetés lett volna), míg a polgármester kitartott amellett, hogy a beruházás az ellenzék állításaival szemben nem környezetszennyező, hanem éppen a környezet védelmét szolgálja. Az ellenzék aláírásgyűjtést és népszavazást kezdeményezett, ezért még a szavazás megtartása előtt a város szerződést bontott a Homatechhel, és mégsem épült fel az üzem.

## Könyvek
- Szeretem Kaposvárt! Szita Károllyal, Kaposvár polgármesterével beszélget Fülöp Zsuzsanna; Kairosz, Bp., 2007 (Magyarnak lenni)
- Egy kaposvári; Kaposvár Polgáraiért Egyesület, Kaposvár, 2015

## Elismerései
- 2006 – Búvópatak-díj[14]